# 495 Eulalia
495 Eulalia è un asteroide della fascia principale del diametro medio di circa 38,85 km. Scoperto nel 1902, presenta un'orbita caratterizzata da un semiasse maggiore pari a 2,4891744 UA e da un'eccentricità di 0,1288667, inclinata di 2,27848° rispetto all'eclittica.
Il suo nome è dedicato alla nonna dello scopritore.